# Средний щитомордник
Сре́дний щитомо́рдник (лат. Gloydius intermedius) — вид ядовитых змей рода щитомордников подсемейства ямкоголовых семейства гадюковых.

## Описание

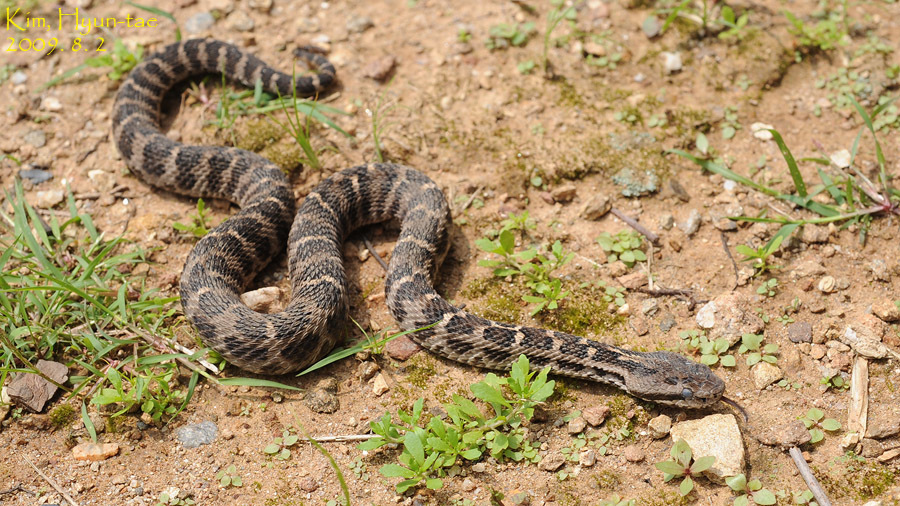
Средний щитомордник

Общая длина тела достигает 80 см и более (при длине хвоста 13—15 см). Самцы крупнее самок. Голова крупная, хорошо отграничена от шеи, сверху покрыта крупными щитками, образующими вдавленный щит. Верхнегубных щитков 7—8. Вокруг середины тела проходит 23 (реже 21) ряда чешуй. Брюшных щитков 148—175, подхвостовых — 34—52 пары. Окраска верхней стороны тела от тёмной красно-коричневой до светлой красновато-коричневой. Поперёк тела проходят 28—45 тёмно-серых, коричневых или чёрных полос. По хвосту проходит 9—13 таких полос. Брюхо от светло-серого до почти чёрного в крапинах. На боках находятся тёмные пятна, иногда сливающиеся с поперечными полосами в одну изломанную линию.

## Распространение
Россия, Корея, северо-восточный Китай. В России распространён на Дальнем Востоке на север до низовьев реки Амур, на запад до Зейско-Буреинского междуречья. На востоке его распространение ограничено побережьем Японского моря и Татарским проливом. Таким образом его ареал охватывает Приморье, юг Хабаровского края и Амурской области. Симпатричен с уссурийским и короткохвостым щитомордниками.

## Образ жизни
Обычен в горных широколиственных и смешанных лесах, на альпийских лугах и осыпях. Предпочитает каменистые местообитания, поднимаясь в горы до высоты 1300 м над уровнем моря. Плотность населения составляет 1—1,5 особи/га.
Спариваются в конце апреля - начале июня, но отмечено и осенью. В приморском крае у самок  регистрируется двухгодичный репродуктивный цикл. Самки начинают размножаться при длине тела от 48 см. В августе—сентябре рождаются молодые змеи длиной тела 19—25 см и массе 5,6—8,7 г. Максимально в яйцеводах регистрировалось 11 яиц.
Питаются преимущественно мелкими млекопитающими, а также гнездящимися на земле птицами и ящерицами. В качестве укрытий используют трещины скал, пни, валежник. Зимуют на крутых склонах южной экспозиции в щелях у основания камней и останцов, при этом в одном убежище может быть до 30 щитомордников. Выход из зимовки происходит в апреле—мае. Весной и в начале лета придерживаются южных склонов, а летом распределяются по территории.

## Ядовитый аппарат
Имеет парные, трубчатые передние зубы на очень подвижной верхней челюстной кости. Как и у большинства гадюковых, в яде преобладают гемотоксины, действующие на кроветворную систему, вызывающие кровоизлияния, тромбозы, обширные некрозы. Также в яде щитомордника замечен нейротоксин, действующий на нервную систему, вызывающий паралич системы дыхания и прочих нервных узлов. При укусе щитомордниками (также как и гремучими змеями) отмечено 2 фазы токсикоза: первая — нейротоксическая и вторая — гемотоксическая (типичная для настоящих гадюковых).

## Химический состав и механизм действия яда
Укус щитомордника весьма болезненный, но обычно через 5—7 дней наступает полное выздоровление.
В яде содержатся ферменты с протеолитическим и эстеролитическим действием, а также фосфодиэстераза, 5'-нуклеотидаза, ФРН.
Существуют популяционные различия в спектре белков яда.
Токсичность яда (DL50) для мышей составляет 0,8 мг/кг при в/в и в/б введении и 2,4 мг/кг при п/к введении.
Минимальная геморрагическая доза яда 0,14 мкг/мышь.
Яд обладает тромбиноподобным, казеинолитическим и фибринолитическим действием, которое связано с активностью различных молекулярных форм эстеразы аргининовых эфиров, содержащихся в яде.
Коагулопатии, вызываемые ядом, обусловлены ферментом, обладающим неполным тромбиновым действием, а также ингибитором агрегации тромбоцитов — термостабильным белком с Мr~14 000.
При в/в введении кошкам в дозах 0,5—2,0 мг/кг яд вызывает обширные кровоизлияния во внутренних органах.
Характерна выраженная начальная гиперкоагуляционная фаза ДВС-синдрома.
Через 2 ч свертываемость крови заметно снижена, что обусловлено резким (более 50 %) уменьшением содержания фибриногена в плазме на фоне активации фибринолитической системы.
Следует учитывать и гемолитическое действие яда. В концентрации 5·10-5 г/мл яд стимулирует деятельность изолированных гладкомышечных органов.

## Систематика
Ранее выделявшегося в качестве самостоятельного вида каменистого щитомордника Gloydius saxatilis (Emelianov, 1937) в настоящее время рассматривают как младший синоним среднего.
Наиболее близким видом считается Gloydius shedaoensis Zhao, 1979, эндемик Китая.